# Conchocelis
Conchocelis Batters, 1892 est un genre non valide d'algues rouges de la famille des Bangiaceae.
Ce genre est en fait une partie du cycle de vie des algues des genres Bangia ou Porphyra, et il correspond au sporophyte microscopique de ces algues, alors que les gamétophytes macroscopiques avaient été décrits sous les noms de Bangia ou Porphyra. 
C’est donc un synonyme hétérotypique de Bangia ou Porphyra (selon l'espèce considérée). 